# Nà Chì
Nà Chì là một xã thuộc huyện Xín Mần, tỉnh Hà Giang, Việt Nam.

## Địa lý
Xã Nà Chì có vị trí địa lý:
- Phía đông giáp xã Quảng Nguyên và xã Khuôn Lùng
- Phía tây giáp tỉnh Lào Cai
- Phía nam giáp tỉnh Lào Cai và xã Khuôn Lùng
- Phía bắc giáp tỉnh Lào Cai và xã Nấm Dẩn.

Xã Nà Chì có diện tích 81,34 km², dân số năm 2019 là 4.674 người, mật độ dân số đạt 48 người/km².

## Hành chính
Xã Nà Chì được chia thành 13 tổ, thôn, bản: Nà Chì, Đại Thắng, Khau Lầu, Nà Lạn, Nậm Khương, Tân Sơn, Bản Vẽ, Bản Bó, Nậm Ánh, Nguyên Thành, Nậm Sai, Thôm Thọ và Tổ dân phố Nà Chì.

## Lịch sử
Trước đây, Nà Chì là một xã thuộc huyện Bắc Quang.
Ngày 18 tháng 11 năm 1983, Hội đồng Bộ trưởng ban hành Quyết định 136-HĐBT về việc điều chỉnh toàn bộ xã Nà Chì thuộc huyện Bắc Quang về huyện Xín Mần quản lý.